# Порнографија
Порнографија (од грчког πορνη „проститутка“ и γραφία „писана ствар“; у неформалном разговору често порно) је представљање људског тела или сексуалних радњи у циљу изазивања сексуалног узбуђења. Слично је, али се и разликује од еротике, мада се два термина често користе као синоними.
Уопште, термин „еротика“ се користи када се жели нагласити уметнички квалитет, сензуалност или наговештена сексуалност, док термин „порнографија“ најчешће означава експлицитне сексуалне чинове. Линија између „еротике“ и „порнографије“ је често веома субјективна и први израз се чешће користи у позитивнијем смислу док „порнографија“ углавном има негативније конотације.
Порнографија се јавља у разним медијима — писаном и читаном тексту, фотографијама, скулптурама, цртежима, покретним сликама (укључујући и анимације) и звуковима као што су тешко дисање и звукови који подсећају на вођење љубави. Порнографски филмови, у жаргону порнић, комбинују покретне слике, изречене еротске текстове и/или друге еротске звуке, док новине често комбинују фотографије и писани текст. Романи и кратке приче дају писани текст, понекад уз илустрације. И живи наступ (перформанс) се такође може назвати порнографским.

## Историја
Люди из разних цивилизација су стварали дела која приказују експлицитан секс; међу њима су артефакти, музика, поезија и фреске, међу осталим, који се често преплићу са религијским и надприродним темама. Најстарији артефакти, укључујући Венеру Хохле-Фелс, који се сматрају порнографским, откривени су 2008. године н.е. у пећини близу Штутгарта у Немачкој, радиокарбонска анализа предлаже да имају најмање 35.000 година и да припадају оринјачком периоду.
Огроман број артефаката пронађених у древној Месопотамији садржао је експлицитне приказе хетеросексуалног секса. Глиптичка уметност шумерске ране династичке периоде често приказује сцене фронталног секса у мисионарској пози. На месопотамским обећајућим таблицама с почетка другог миленијума пре наше ере обично је приказан мушкарац који продире у жену од позади, док она нагнута пије пиво кроз сламку.
Високоразвијена култура визуелне еротике процветала је у Јапану у доба раног новог времена. Барем од 17. века еротска уметничка дела постала су део главне друштвене културе. Прикази полног акта су често представљани на сликама, које су биле намењене за полно образовање медицинских радника, куртизана и брачних парова. Макура-е (слике на јастуцима) су прављене за забаву, али и као водич за брачне парове.